# Atlantisch orkaanseizoen 1941
Het Atlantisch orkaanseizoen 1941 was relatief rustig, met slechts zes tropische stormen. Het orkaanseizoen duurde officieel van 16 juni 1941 tot 1 november 1941. Deze data bakenen de periode af van elk jaar waarin de meeste tropische cyclonen zich in de Noord-Atlantische Oceaan vormen. Vier van de zes stormen groeiden uit tot een orkaan, waarvan drie de categorie 3-status bereikten volgens de hedendaagse schaal van Saffir-Simpson. Het seizoen had een abnormaal late start. De eerste storm vormde zich op 11 september, bijna 3 maanden na de officiële begindatum. Het seizoen was ook van korte duur omdat alle zes de stormen zich snel achter elkaar ontwikkelden. Op 23 september bestonden er gelijktijdig drie orkanen in de Noord-Atlantische Oceaan.
In totaal vonden 63 personen de dood in dit seizoen en bedroeg de schade over $10 miljoen.

## Tijdlijn seizoen 1941
.

## Cyclonen

### Tropische storm 1
De eerste tropische cycloon van het seizoen 1941 vormde zich op 11 september in het noorden van de Golf van Mexico. Dit was een abnormaal late start van een Atlantisch orkaanseizoen. Slechts twee keer eerder tussen 1887 en 1941 hadden zich geen stormen ontwikkeld vóór 11 september. De storm verplaatste zich de daaropvolgende dagen langzaam in westelijke richting. Op zijn hoogtepunt was hij met windsnelheden van 75 km/h een gemiddelde tropische storm. Hij zwakte vervolgens af totdat hij aan land kwam langs de noordelijke kust van Texas tussen Galveston en Port Arthur als een tropische depressie waarbij slechts geringe schade werd veroorzaakt. Om circa 06:00 UTC op 16 september viel de storm uit elkaar tot een depressie en verdween hij een paar uur later.

### Orkaan 2
Tropische storm 2 werd gevormd voor de westkust van Florida op 16 september en begon naar het westzuidwesten te trekken. De cycloon werd voor het eerst waargenomen op 18 september het zuiden van Louisiana. Nadat hij was aangezwollen tot een categorie 1-orkaan, bewoog de storm zich zuidwaarts richting van het Yucatánschiereiland en maakte uiteindelijk, met de klok mee, een volledige cirkel boven water. Op 21 september was de storm naar het noorden gedraaid alvorens een noordwestelijkere koers te volgen. Hij bewoog verder over het westen van de Golf van Mexico en ging aan land in Texas op 23 september. Afbuigend naar het noordoosten ging de storm vlak ten oosten van Houston langs en versnelde terwijl hij zich boven land bevond. De cycloon ging over in een frontale depressie op 24 september en werd voor het laatst gerapporteerd in het zuiden van Quebec.
Waarschuwingen en adviezen met betrekking tot de storm werden uitgegeven op veel plaatsen. Ongeveer 25.000 mensen in het gebied verlieten hun huizen en diverse voorzorgsmaatregelen werden getroffen. Windstoten langs de kust bereikten een snelheden tot 160 km/h, en er ontstond een hoge stormvloed. De orkaan bracht zware schade toe; vernielingen aan gebouwen werden geschat op $ 2 miljoen en additionele schade van $ 5 miljoen werd toegebracht aan gewassen met name rijst en katoen. In totaal doodde de cycloon vier mensen. De orkaan trof het zuiden van Louisiana een week vóór de Louisiana-manoeuvres, een opmaat naar de Tweede Wereldoorlog. Zware regenval veroorzaakte overstromingen en hoog water in de rivieren en legervoertuigen kwamen vast te zitten in de modder. Door de slechte weersomstandigheden werden honderden militaire vliegtuigen gedwongen naar het binnenland verplaatst.

### Orkaan 3
Vroeg op 18 september werd buiig weer gemeld langs de gehele Atlantische kust van Florida met aanwijzingen op de aanwezigheid van een circulerende centrum op 240 km van de kust. Geschat wordt dat zich rond deze tijd een tropische storm had gevormd. The cyclone began to intensity as it briefly moved northeastward, before abruptly executing an eastward turn. It attained Category 1 hurricane status on September 19, and completed a clockwise loop the next day. It then tracked northwestward toward North Carolina, but began to recurve away from land late on September 22. It weakened into a tropical storm shortly afterward. The system dissipated on September 25 to the south of Nova Scotia. The storm had little or no effect on land, but caused significant delays for North Atlantic shipping. One vessel en route from Curaçao to New York encountered the storm on two separate occasions, recording Force 8 winds on the Beaufort scale both times.
De cycloon begon intensiteit als er kort verhuisd noordoosten, voordat abrupt het uitvoeren van een naar het oosten draaien. Het bereikt categorie 1 orkaan status op 19 september, en voltooide een klok loop de volgende dag. Vervolgens bijgehouden noordwestelijke richting North Carolina, maar begon weg te recurve vanaf het land laat op 22 september. Het verzwakte tot een tropische storm kort daarna. Het systeem afgevoerd op 25 september naar het zuiden van Nova Scotia . De storm had weinig of geen effect op het land, maar veroorzaakt aanzienlijke vertraging op Noord-Atlantische scheepvaart. Een schip op weg van Curaçao naar New York in aanraking met de storm op twee afzonderlijke gelegenheden, opname Force 8 de wind op de schaal van Beaufort beide keren.

### Tropische storm 6
Op 15 oktober vormde zich een tropische storm die ten zuiden van de Bahama's passeerde. Hij stak de Straat van Florida over en bereikte zijn maximale kracht met een windsnelheid van 85 km/h op 20 oktober na het binnengaan van het oosten van de Golf van Mexico en het draaien in noordelijke richting. De storm bewoog vervolgens naar het noordoosten kwam aan land bij Cedar Key. Na het aan land komen kwam de storm tot stilstand en zwakte op 21 oktober af tot een tropische depressie alvorens op 22 oktober volledig op te lossen.
Doordat de storm zich slechts langzaam voortbewoog door de staat Florida, leidde dit tot zware wijdverbreide neerslag, lokaal oplopend tot 250 tot 380 mm. Stormwinden werden ook gemeld en enige overstromingsschade kwam voor in de getroffen regio. Een baby werd gedood na de verwoesting van een huis, mogelijk door een aan de storm gerelateerde tornado. De ouders raakten hierbij gewond.